# Jim Axén
Kurt Jim Axén, född 22 februari 1946 i Falköpings stadsförsamling, är en svensk målare.
Jim Axén utbildade sig på Kungliga Konsthögskolan i Stockholm 1968–1973. Han är verksam inom skulptur, måleri, grafik, foto och digital grafik, och är representerad på bland annat Moderna Museet,  Göteborgs konstmuseum, Kalmar Konstmuseum, Norrköpings konstmuseum och Statens konstråd. Han har även grundat bokförlaget Ånyo Röner, som ger ut böcker i form av konstverk.

Familj: Jim Axén har en son, gymnasieläraren Albin Axén, med konstnären Elisabeth Lundqvist. Jim Axén är även bror till scenografen Ulf Axén.